# Bee
Pour les articles homonymes, voir Bee.
Bee est une commune de la province du Verbano-Cusio-Ossola dans le Piémont en Italie.

## Administration
| Période                                  | Période  | Identité      | Étiquette    | Qualité |
| ---------------------------------------- | -------- | ------------- | ------------ | ------- |
| 14 juin 2004                             | En cours | Luigi Airoldi | Lista Civica |         |
| Les données manquantes sont à compléter. |          |               |              |         |

### Hameaux
- frazioni : Albagnano, Pian Nava;
- località : Villaggio residenziale Montelago

### Communes limitrophes
Arizzano, Ghiffa, Premeno,  Vignone

### Évolution démographique
Habitants recensés